# Christine Janin
Pour les articles homonymes, voir Janin.
Pas d'image ? Cliquez ici
Sept sommets
Christine Janin est née le 14 mars 1957 à Rome en Italie. Elle est docteure en médecine et alpiniste.

## Biographie
Après plusieurs expéditions dans l'Himalaya, elle atteint le sommet de l'Everest en 1990. C'est la première Française à réaliser cet exploit. 
En 1997, Christine a parcouru l'Arctique à ski et atteint le pôle Nord en 62 jours. C'est la deuxième femme au monde à atteindre le pôle Nord sans moyens mécaniques, et la première sans chiens de traîneaux. En 2017, seules deux femmes l'ont réalisé.

### Engagement associatif
En 1994, en liaison avec d'autres personnalités du milieu médical, Christine Janin crée l'association À chacun son Everest qui, grâce à des stages en montagne, « permet à des enfants atteints de cancer et de leucémie de retrouver confiance en eux en devenant acteurs et moteurs de leur guérison ». Son siège est domicilié à Chamonix,,. Ultérieurement, l'association ouvre ses portes à « des femmes en rémission du cancer du sein ». De 1994 à 2021, 4 676 enfants et 1 460 femmes ont été accueillis.

## Décorations
- Commandeure de l'ordre national du Mérite  Elle est promue commandeure par décret du 14 novembre 2011[5]. Elle était officière du 11 juillet 2005 ;
- Officière de la Légion d'honneur  Elle est promue officière par décret du 21 mars 2008[6]. Elle était chevalière du 9 février 1996, remise par le Président Jacques Chirac à l'Élysée en 1996 ;
- Chevalière de l'ordre des Arts et des Lettres en 2003 ;
- Membre de l'Académie des Sports en 1998.

## Trophées
Elle a reçu :
- le Trophée Micheline Ostermeyer le 14 novembre 2012 (statuette d'après la Discobole du sculpteur Jacques Gestalder érigée à l'Insep près du stade Gilbert Omnès) ;
- le Trophée Antenne 2 - Prix Jean Mamère en 1997 ;
- Le Trophée Clarins-Prix de la femme la plus dynamisante de l’année en 1997 ;
- la Borne de l’aventure Catégorie Terre décernée par l’IGN en 1992 ;
- la Médaille de l’Académie des Sports de France en 1991 ;
- la Médaille de l’Académie de Médecine 1991 ;
- la Médaille du Sénat en 1991 ;
- la Médaille du Département de la Haute-Savoie - Exploit sportif de l’année en 1990 ;
- le Trophée Antenne 2 en 1990.

## Palmarès et aventures
- 1981 : ascension du Gasherbrum II (8 035 m), Himalaya du Pakistan. 1re Française à plus de 8 000 m sans oxygène.
- 1983 : expédition Makalu II (7 660 m) et Baruntse (7 220 m), au Népal.
- 1985 : expédition médicale à l'Annapurna IV (7 525 m). Installation du plus haut laboratoire de physiologie du monde.
- 1986 : ascension de l'Hidden Peak (8 068 m), au Pakistan.
- 1986 : expédition VTT sur la haute route du Tibet.
- 1988 : expédition en terre de Baffin, en kayak de mer.
- 1989 : expédition Everest Turbo avec Eric Escoffier. 1re tentative, altitude atteinte 7 800 m.
- 1990 : expédition Everest. Sommet atteint le 5 octobre à 16 h 45 avec Marc Batard (chef d'expédition) et Pascal Tournaire (photographe). 1re Française sur le toit du monde.
- 1992 : expédition Top'7. Ascension du plus haut sommet des 5 continents, après l'Everest (1re Européenne à avoir signé le challenge Seven Summits) :
  - massif Vinson (4 897 m), Antarctique, en janvier ;
  - mont McKinley (6 193 m), Alaska, en mai ;
  - Elbrouz (5 642 m), Caucase, en juillet ;
  - Kilimandjaro (5 892 m), Afrique, en août ;
  - Puncak Jaya (4 884 m), Indonésie, en octobre ;
  - Aconcagua (6 960 m), Argentine, en décembre.
- 1997 : 1re femme au monde à avoir atteint le pôle Nord sans moyens mécaniques, ni chiens de traîneau.

## Publications
- Trekking, Glénat, collection « solo », 1992
- Première Française à l’Everest, Denoël, 1992
- Le Tour du Monde par les Cimes, Albin Michel, 1993
- Guide de la randonnée en montagne, Albin Michel, 1997
- Objectif pôle Nord, Albin Michel, 1998
- À chacun son Everest !, Gallimard, 2002
- Dame de pics et femme de cœur, Glénat, 2017

## Filmographie
- Désir d'Everest
- Au fil des cimes
- À chacun son Everest !
- Objectif pôle